# Bampura nudicosta
Bampura nudicosta är en tvåvingeart som först beskrevs av Louis-Paul Mesnil 1970.  Bampura nudicosta ingår i släktet Bampura och familjen parasitflugor. Inga underarter finns listade i Catalogue of Life.